# Fengersfors
Fengersfors ist ein Tätort im schwedischen Dalsland in der heutigen Provinz Västra Götalands län. Der Hauptort der Gemeinde Åmål, Åmål, liegt etwa fünfzehn Kilometer nordöstlich.
Der Ort Fengersfors liegt am See Knarrbysjön, der etwa einen Kilometer entfernte  Weiler Fröskog am See Ärr, welcher mit dem Dalsland-Kanal verbunden ist. In Fröskog befindet sich auch die zuständige Kirche. Durch Fengersfors führen die beiden Länsvägar O 2241 und O 2242.
Der ursprüngliche Name des Ortes war Lisefors, nach der Frau des Mühlenbesitzers Sahlin. Der spätere Mühlenbesitzer und norwegische Industrielle Johan Fenger-Krog führte eine Umbenennung in Fengersfors durch (siehe auch Fengersfors bruk).